# A Dustland Fairytale
A Dustland Fairytale este al optsprezecelea single al formației americane de rock alternativ The Killers, și face parte de pe cel de-al treilea album de studio, Day & Age. Piesa a fost lansată în America de Nord drept cel de-al treilea single de pe album (în Europa, inclusiv în Marea Britanie, și în Australia, cel de-al treilea single de pe album a fost „The World We Live In”.
Brandon Flowers a mărturisit într-un interviu că acest cântec este despre părinții săi.

## Lista melodiilor

### 7" Picture Disc (Marea Britanie)
1. „A Dustland Fairytale” - 3:45
2. „Forget About What I Said” - 2:57

### EP digital (Marea Britanie)
1. „A Dustland Fairytale” - 3:45
2. „A Dustland Fairytale” (video) - 5:09

## Despre videoclip
Videoclipul a fost regizat de către Anthony Mandler (care mai regizase anterior două videoclipuri ale formației, „When You Were Young”, respectiv „Tranquilize”. Lansarea oficială a videoclipului a avut loc pe US iTunes (8 iunie 2009). În Marea Britanie, clipul a fost difuzat pentru prima oară pe data de 16 iunie, la Channel 4.
Videoclipul înfățișează, prin paralele între trecut și prezent, povestea unui om. El este arătat în primul cadru, în timp ce fumează; ulterior sunt arătați doi tineri, înconjurați de mai multă lume, pregătindu-se să se lupte. Aparent, cei doi sunt liderii a două grupuri aflate în rivalitate; însă, pe măsură ce povestea înaintează și privitorul realizează că eroul clipului este unul dintre cei doi tineri, dar îmbătrânit, motivul rivalității este arătat a fi accentuat de o brunetă frumoasă. Într-un cadru, se oferă un indiciu asupra faptului că eroul este proaspăt ieșit din închisoare, astfel încât finalul luptei prezentate anterior, în care unul dintre cei doi moare, nu este surprinzător. La final, bărbatul este arătat în fața unei case, la a cărei sonerii sună; îi răspunde o femeie brunetă (după toate aparențele, fata pentru care se luptase cu rivalul său în tinerețe) și cei doi se îmbrățișează. În paralel cu această poveste, membrii The Killers sunt arătați interpretând cântecul.

## Poziții în topuri
- 36 (US Modern Rock)